# Рябины (Слободской район)
Рябины — опустевшая деревня в Слободском районе Кировской области в составе Шестаковского сельского поселения.

## География
Находится в северной части района на расстоянии примерно 8 км на запад-юго-запад от села Лекма.

## История
Известна была с 1873 года, когда здесь (починок При ключах или Осиновцы или Рябиницы) было учтено дворов 14 и жителей 90, в 1905 17 и 103, в 1926 19 и 97, в 1950 9 и 27, в 1989 оставалось 5 постоянных жителей. 

## Население
Постоянное население не было учтено как в 2002 году, так и в 2010.